# Espeleotema fibrós
Els espeleotemes fibrosos són un tipus d'espeleotema que es componen d'agregats de cristalls que tenen l'aspecte de fibres. Habitualment són de guix, però poder estar composts d'altres sals minerals com epsomita o halita. Es classifiquen en quatre subtipus: cabells, cotó, cordons i neu. Aquest darrer subtipus és el resultat de la desintegració de qualsevol dels altres tres subtipus.
Tots els espeleotemes fibrosos es formen a partir de dissolucions saturades que són expulsades pels porus de les roques, generalment calcària, i es dipositen en entrar en contacte amb l'aire. La mida dels porus determina el gruix dels cristalls, els més fins donen lloc al subtipus cotó, i els més grossos als cordons.